# Médåsen
Médåsen (norwegisch sinngemäß für Landmarkenhügel) ist ein 2575 m hoher Hügel im ostantarktischen Königin-Maud-Land. Er ragt im südlichen Teil des Alexander-von-Humboldt-Gebirges auf.
Wissenschaftler des Norwegischen Polarinstituts benannten ihn 1985.